# Saint-Quentin-sur-Sauxillanges
 Saint-Quentin-sur-Sauxillanges  là một xã ở tỉnh Puy-de-Dôme trong vùng Auvergne-Rhône-Alpes, Pháp. Xã này có diện tích 8,25 kilômét vuông, dân số năm 2006 là 110 người. Khu vực này có độ cao trung bình 600 mét trên mực nước biển.